# Robert F. Hill
Robert F. Hill (14 de abril de 1886 – 18 de março de 1966) foi um cineasta, roteirista e ator Canadense radicado na indústria cinematográfica estadunidense durante a era do cinema mudo, alcançando também a era sonora. Dirigiu cerca de 100 filmes, entre eles vários seriados, além de atuar em mais de 50 e assinar mais de 50 roteiros para o cinema estadunidense.

## Biografia
Hill nasceu no Canadá, em 14 de abril de 1886, mas atuou no cinema dos Estados Unidos. Como ator, na grande maioria dos filmes não foi creditado, e suas primeiras atuações foram para a Victor Film Company, atuando pela primeira vez no curta-metragem Li'l Nor'wester, em 1915. Atuou em pequenos papéis para para companhias independentes, tais como Supreme Pictures, Consolidated Pictures Corporation, Altmount Pictures Company, entre outras. Em 1917, já pela Universal Pictures, atuou em The Raggedy Queen, Chegou a atuar em pequenos papéis de filmes importantes, tais como The More the Merrier, de 1943, ao lado de Jean Arthur e Joel McCrea, e Cover Girl, de 1944, ao lado de Rita Hayworth e Gene Kelly, sendo que em ambos não foi creditado. Sua última atuação foi em Bunco Squad, em 1950, para a RKO Radio Pictures, em um pequeno papel não creditado.

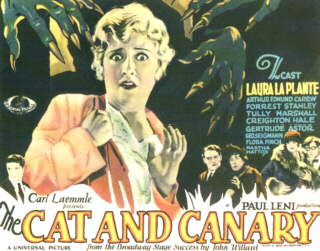
Cartaz do filme The Cat and the Canary, de 1927, em que Hill adaptou a peça de John Willard para o cinema.

O primeiro filme que dirigiu foi o curta-metragem The Trail of the Wild Wolf, em 1916, para a Independent Moving Pictures Company. Entre os vários seriados que dirigiu, destacam-se The Adventures of Tarzan, em 1921, em que também foi o roteirista, e Tarzan the Fearless, em 1933. Em 1938 dirigiu o seriado Flash Gordon's Trip to Mars, ao lado de Ford Beebe. Lembrado principalmente por seus seriados e westerns B, Hill fez parte de uma tentativa frustrada da Universal Pictures de fazer filmes no Japão, após o que, voltou aos seriados, ficando na Universal até 1940, passando a atuar e a escrever roteiros para as pequenas companhias da Poverty Row.
O último filme que Hill dirigiu foi Wanderers of the West, em 1941, para a Monogram Pictures, e aposentou-se em meados dos anos 50. Nos anos 1960, alguns seriados que dirigiu foram reeditados como filmes e veiculados na televisão, como foi o caso de Deadly Ray from Mars, uma reedição de Flash Gordon's Trip to Mars, de 1938, relançada em 1966, e Tarzan the Fearless, de 1933, reeditado e relançado em 1964.
Como roteirista, merecem destaque o seriado Shadow of Chinatown, de 1936, com Bela Lugosi, em que foi autor da história original, sob o nome Rock Hawkey, e a adaptação, ao lado de Alfred A. Cohn, da peça de John Willard, The Cat and the Canary, no filme mudo lançado em 1927 pela Universal Pictures.
Hill morreu aos 79 anos, em 18 de março de 1966, em Los Angeles, na Califórnia.

## Crítica
A. C. Gomes de Mattos, em Histórias do Cinema, defende que “Os diretores que exerciam suas funções na Universal tinham várias desvantagens, como a de trabalhar com histórias fracas e poucos recursos, porém o canadense Robert F. Hill sempre conseguiu extrair o máximo do mínimo, realizando os melhores seriados da companhia”.

## Filmografia parcial

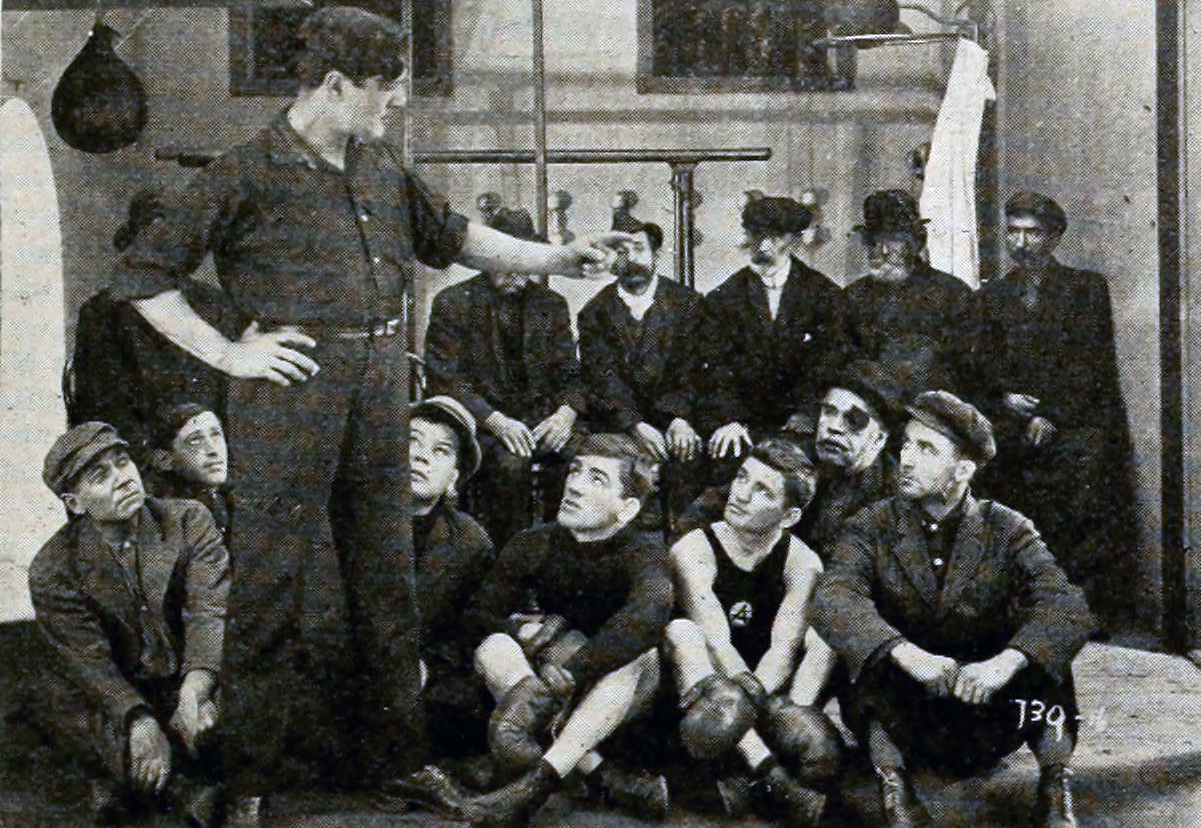
Temptation and the Man (1916)

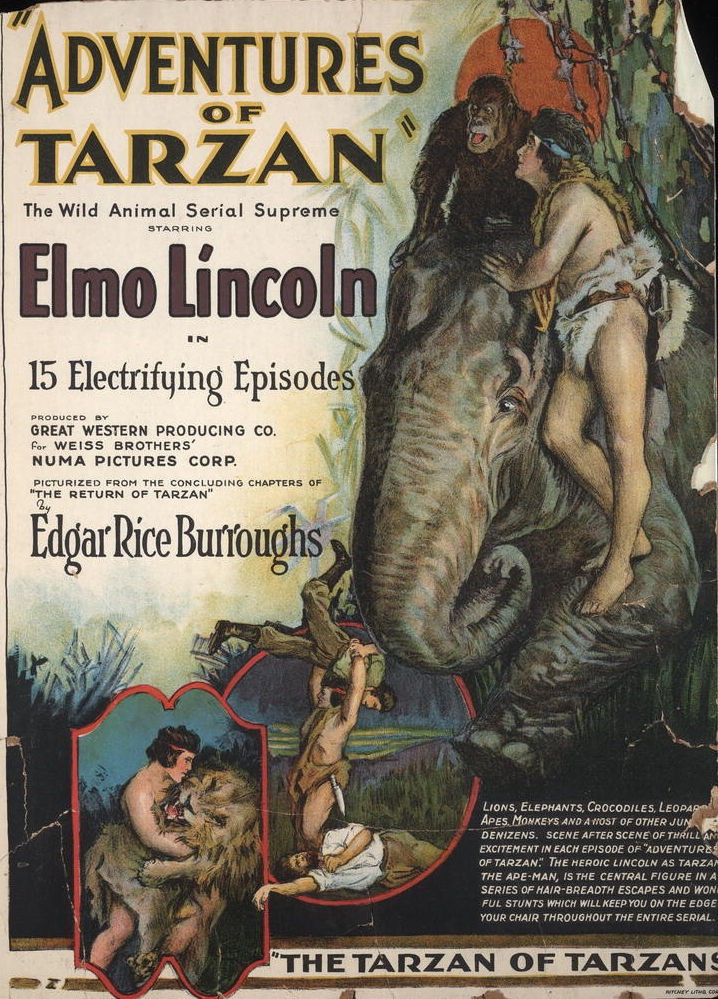
Cartaz do seriado The Adventures of Tarzan, dirigido por Hill em 1921.

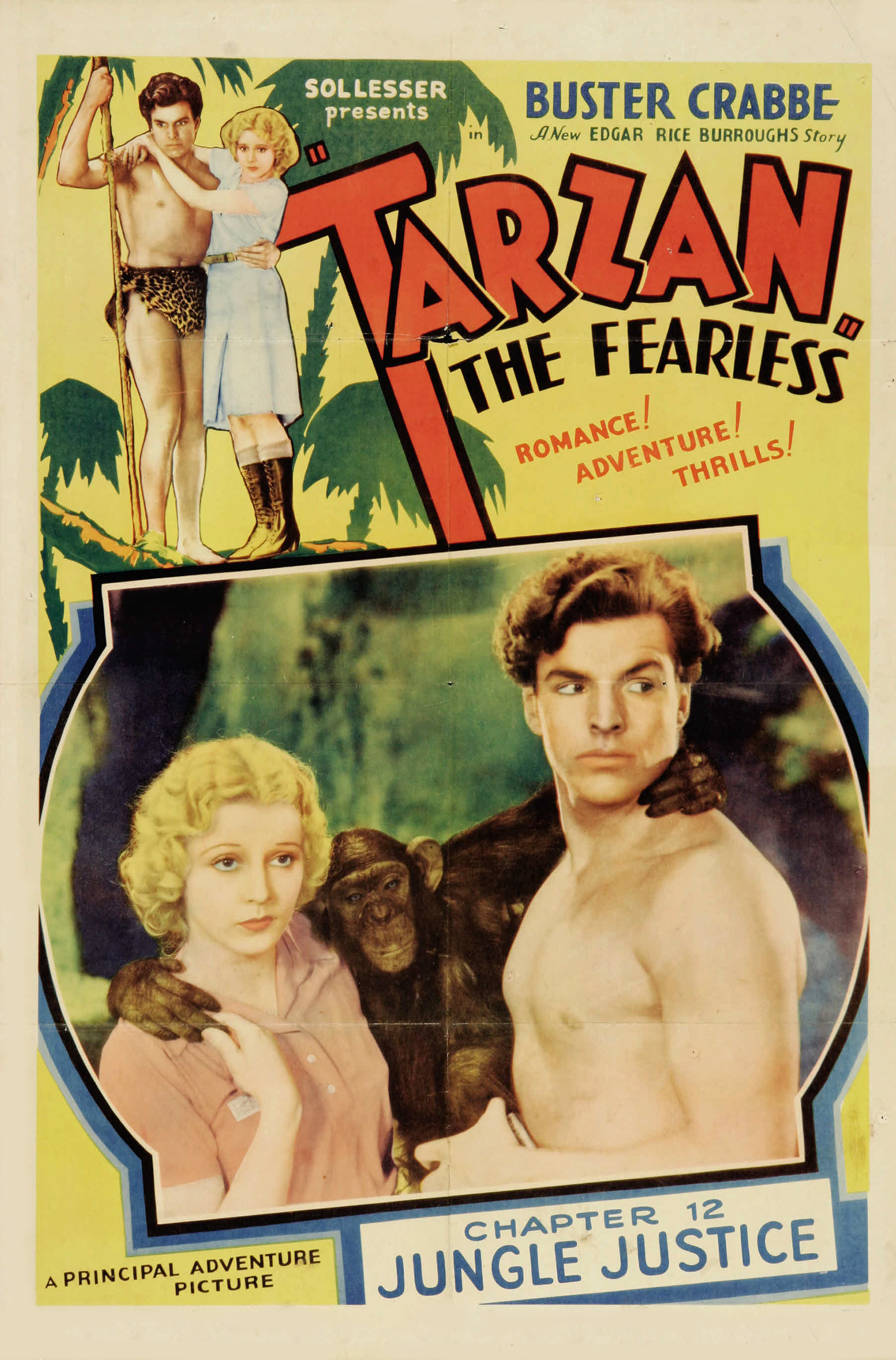
Cartaz do seriado Tarzan the Fearless, dirigido por Hill em 1933.

| Ano  | Filme                             | Papel                    | Notas                     |
| ---- | --------------------------------- | ------------------------ | ------------------------- |
| 1915 | Destiny's Trump Card              | -                        | Roteiro                   |
| 1919 | The Great Radium Mystery          | -                        | Diretor                   |
| 1920 | The Flaming Disc                  | -                        | Diretor                   |
| 1921 | The Adventures of Tarzan          | -                        | Diretor, roteirista       |
| 1922 | The Adventures of Robinson Crusoe | -                        | Diretor                   |
| 1922 | The Radio King                    | -                        | Diretor                   |
| 1923 | Around the World in Eighteen Days | -                        | Diretor                   |
| 1923 | The Social Buccaneer              | -                        | Diretor                   |
| 1923 | The Phantom Fortune               | -                        | Diretor                   |
| 1925 | Idaho                             | -                        | Diretor                   |
| 1925 | Wild West                         | -                        | Diretor                   |
| 1926 | The Bar-C Mystery                 | -                        | Diretor                   |
| 1927 | The Return of the Riddle Rider    | -                        | Diretor                   |
| 1927 | Blake of Scotland Yard            | -                        | Diretor, roteirista       |
| 1927 | The Cat and the Canary            | -                        | Adaptação                 |
| 1928 | Haunted Island                    | -                        | Diretor                   |
| 1931 | Heroes of the Flames              | -                        | Diretor                   |
| 1932 | Love Bound                        | Passageiro do navio      | Diretor, ator             |
| 1932 | The Last Frontier                 | -                        | Roteirista                |
| 1933 | Tarzan the Fearless               | -                        | Diretor                   |
| 1934 | Cowboy Holiday                    | Mr. Hopkins, pai de Ruth | Diretor, roteirista, ator |
| 1935 | Queen of the Jungle               | -                        | Diretor                   |
| 1935 | The Spell of the Circus           |                          | Diretor                   |
| 1936 | Prison Shadows                    | -                        | Diretor                   |
| 1936 | Rip Roarin' Buckaroo              | -                        | Diretor                   |
| 1936 | The Phantom of the Range          | Robert                   | Diretor, ator             |
| 1937 | Cheyenne Rides Again              | Homem na cidade          | Diretor, extra            |
| 1937 | Blake of Scotland Yard            | -                        | Diretor                   |
| 1938 | Flash Gordon's Trip to Mars       | -                        | Diretor                   |
| 1941 | Flying Wild                       | Mr. Woodward             | Ator                      |
| 1943 | Keep 'Em Slugging                 | Mr. Woodward             | Creditado Bob Hill        |
| 1943 | Calling Dr. Death                 | Juiz                     | Ator, Não-creditado       |
| 1943 | The More the Merrier              | Maitre                   | Ator, Não-creditado       |
| 1944 | Men on Her Mind                   | Papel indeterminado      | Ator, Não-creditado       |
| 1944 | Cover Girl                        | Maitre                   | Ator, Não-creditado       |